# Brislington
Brislington är en stadsdel i Bristol i England. Brislington var en civil parish fram till 1933 när blev den en del av Bristol. Civil parish hade 4 279 invånare år 1931.